# أحمد بن محمد بن عبد العزيز الرواس
العميد الركن طيار / أحمد بن محمد بن عبد العزيز الرواس من الدفعة الأولى لنسور عمان من مواليد مدينة صلالة وهو من الشخصيات التي كانت لها الاثر الكبير في رفع مستوى قدرات الطيارين المقاتلين بسلاح الجو السلطاني العماني وقد عرف بالتواضع والعدل والمساواة بين الافراد والضباط وكان أيضا محبوبا بين الناس الخاصة والعامه على حدا سواء وقد كان خير مثال يحتذى به من قبل الجميع العسكريين والمدنيين على حدا سواء. وهو الاخ الشقيق لمعالي المستشار عبد العزيز بن محمد الرواس.

## شخصيته
كان مثلا أعلى لطبيعة الجندية في صفتها المثلى من شجاعه وحزم وعزم ونخوة ونظام وتقدير للواجب والإيمان بالحق وحب الإنجاز والتفاني لاداء المسؤوليات الكبار وكان اهلا للثقة ولتولي المناصب القيادية بعد ان أصبح القدير المناسب لتحمل المسؤوليات الجسيمة.
وقد اقترن اسمه بالنجاح بعد تخرجه كطيار مقاتل ان الثقة الكبيرة التي حظي بها فقيدنا من قبل هذا الوطن لتحمل مسؤؤليات قيادية متعددة لدليل صادق على الصفات التي تحلى بها من وطنية صادقة واخلاق حميدة وقيادة حكيمة كل الصفات يإذن الله نبراسا ومشعلا يضيء طريق النجاح والتفوق لكل أبناء هذا السلاح.

## حياته العسكرية
طار على جميع الطائرات المقاتلة بمختلف الاسراب بكفاءة نادرة ووقد كان ملبيا نداء الوطن في الدفاع عن ترابه الطاهر.

### الدورات
انضم إلى الخدمة في قوات السلطان المسلحة عام 1972
اجتاز دورات منها
- دورة الضباط بالمملكة المتحدة 1978
- دورة الطيران بأكاديمية السلطان قابوس بقاعدة مصيرة الجوية وتخرج كطيار مقاتل عام 1980
- دورة القيادة والأركان بالمملكة المتحدة براكنيل عام 1985

### المناصب
- تولى ضابط ركن عمليات الطائرات المقاتلة عام 1985
- مدير العمليات
- قائدا لقاعدة ثمريت الجوية عام 1987[4]
- مدير للعمليات بقيادة سلاح الجو السلطاني العماني عام 1989[2]

## الاوسمه التي حصل عليها
- وسام عمان العسكري من الدرجة الثالثة
- وسام الطغرائية السلطانية الخاصة
- وسام الخدمة الممتازة
- وسام الصمود
- وسام حفظ السلام
- وسام الإستحقاق الأمريكي

## الوفاة
فقد سلاح الجو السلطاني العماني بصفة خاصة واسلحة قوات السلطان المسلحة والوطن بصفة عامه
واحدا من ابرز ابنائها الاشاوس الأكفاء وأحد نسورهم العظماء الذي اعطى كل حياته وبذل كل جهده
وطاقته في خدمة هذا السلاح وذلك بتاريخ 29/1/1991 في حادث أليم اثر تحطم طائرته المقاتلة اثناء طلعة تدريبيه.